# (24185) 1999 XM14
1999 أكس أم 14 (ويعرف أيضًا باسم (24185) 1999 أكس أم 14 وفق تسمية الكوكب الصغير) (بالإنجليزية: 1999 XM14)‏ هو كويكب ضمن حزام الكويكبات؛ وترتيبه 24185 من حيث الاكتشاف.
اكتُشف هذا الجُرم الفلكي بواسطة تاكيشي أوراتا ‏ في 3 ديسمبر 1999.

## وصلات خارجية
- (24185) 1999 XM14 في قاعدة بيانات مختبر الدفع النفاث لأجرام النظام الشمسي الصغيرة

- الاكتشاف · مخطط المدار ·  العناصر المدارية · المعلمات المادية

- (24185) 1999 XM14 على موقع ويكي سكاي: DSS2, SDSS, GALEX, IRAS, Hydrogen α, X-Ray, Astrophoto, Sky Map, Articles and images